# Championnat de France de tennis 1914
Résultats détaillés de l’édition 1914 du championnat de France de tennis qui est disputée du 16 au 25 mai 1914.

## Palmarès
| Tableau          | Vainqueurs                      | Vainqueurs | Score                   | Finalistes                       | Finalistes      |
| ---------------- | ------------------------------- | ---------- | ----------------------- | -------------------------------- | --------------- |
| Simple dames     | Marguerite Broquedis            | France     | 5-7, 6-4, 6-3           | Suzanne Lenglen                  | France          |
| Simple messieurs | Max Decugis                     | France     | 3-6, 6-1, 6-4, 6-4      | Jean Samazeuilh                  | France          |
| Double dames     | Blanche Amblard Suzanne Amblard | France     | 6-4, 8-6                | Suzanne Lenglen Germaine Golding | France          |
| Double messieurs | Max Decugis Maurice Germot      | France     | 6-4, 6-4, 4-6, 4-6, 6-4 | Ludwig von Salm William Laurentz | Autriche France |
| Double mixte     | Suzanne Lenglen Max Decugis     | France     | 6-4, 6-1                | Mlle Amblard Maurice Germot      | France          |

## Simple messieurs
En 1914, le simple messieurs du championnat de France est remporté par Max Decugis.
Quart de finale : 
- Jean Samazeuilh bat H. De Navacelle 6-4, 7-5, 6-1
- Ludwig von Salm bat André Chancerel 6-1, 6-4, 6-2
- Georges Gault bat William Laurentz 4-6, 6-2, 10-8, 6-1
- Bonnal bat le marquis de Lentilhac

Demi-finale : 
- Jean Samazeuilh bat A. Bonnal 6-3, 6-4, 6-2
- Ludwig von Salm bat Georges Gault 8-6, 2-6, 7-5, 6-4

Finale : 
- Jean Samazeuilh bat Ludwig von Salm 0-6, 2-6, 6-3, 6-3, ab.

Challenge round : 
- Max Decugis bat Jean Samazeuilh 3-6, 6-1, 6-4, 6-4

## Simple dames
La championne en titre 1913, Marguerite Broquedis, est directement qualifiée pour le challenge round (grande finale).
|  |                      |                 |                 |            |            |   |   |                   |                   |                   |                   |                   |
|  | 1/2 finale           | 1/2 finale      | 1/2 finale      | 1/2 finale | 1/2 finale |   |   | All comers' final | All comers' final | All comers' final | All comers' final | All comers' final |
|  |                      |                 |                 |            |            |   |   |                   |                   |                   |                   |                   |
|  |                      |                 |                 |            |            |   |   |                   |                   |                   |                   |                   |
|  | Suzanne Lenglen      |                 | 6               | 7          |            |   |   |                   |                   |                   |                   |                   |
|  | Suzanne Lenglen      |                 |                 |            |            |   |   |                   |                   |                   |                   |                   |
|  | Germaine Golding     |                 | 2               | 5          |            |   |   |                   |                   |                   |                   |                   |
|  | Germaine Golding     | Suzanne Lenglen | 2               | 5          |            | 6 | 6 |                   |                   |                   |                   |                   |
|  |                      |                 |                 |            |            | 6 | 6 |                   |                   |                   |                   |                   |
|  |                      |                 | Marie Conquet   |            | 4          | 2 |   |                   |                   |                   |                   |                   |
|  |                      |                 |                 |            |            | 2 |   |                   |                   |                   |                   |                   |
|  |                      |                 |                 |            |            |   |   |                   |                   |                   |                   |                   |
|  |                      |                 |                 |            |            |   |   |                   |                   |                   |                   |                   |
|  |                      |                 | Challenge round |            |            |   |   |                   |                   |                   |                   |                   |
|  |                      |                 |                 |            |            |   |   |                   |                   |                   |                   |                   |
|  |                      |                 |                 |            |            |   |   |                   |                   |                   |                   |                   |
|  |                      |                 |                 |            |            |   |   |                   |                   |                   |                   |                   |
|  | Marguerite Broquedis |                 | 5               | 6          | 6          |   |   |                   |                   |                   |                   |                   |
|  | Marguerite Broquedis |                 | 5               | 6          | 6          |   |   |                   |                   |                   |                   |                   |
|  | Suzanne Lenglen      |                 | 7               | 4          | 3          |   |   |                   |                   |                   |                   |                   |

## Double messieurs
Dans le challenge round, Max Decugis et Maurice Germot défendent leur titres en battant l'autrichien Ludwig von Salm et William Laurentz. En finale, ces derniers avaient profité du forfait de Georges Gault et Félix Poulin.

## Double dames
Championne en titre 1913, la paire Blanche Amblard - Suzanne Amblard est directement qualifiée pour le challenge round (grande finale).
|  |                                  |  |         |         |         |
|  | All comers' final                |  |         |         |         |
|  |                                  |  |         |         |         |
|  |                                  |  |         |         |         |
|  | Suzanne Lenglen Germaine Golding |  |         |         |         |
|  |                                  |  |         |         |         |
|  | Marie Conquet Kate Gillou        |  | forfait | forfait | forfait |

|  |                                  |  |   |   |  |
|  | Challenge round                  |  |   |   |  |
|  |                                  |  |   |   |  |
|  |                                  |  |   |   |  |
|  | Blanche Amblard Suzanne Amblard  |  | 6 | 8 |  |
|  | Blanche Amblard Suzanne Amblard  |  | 6 | 8 |  |
|  | Suzanne Lenglen Germaine Golding |  | 4 | 6 |  |

## Double mixte
|  |                             |  |   |   |  |
|  | Finale                      |  |   |   |  |
|  |                             |  |   |   |  |
|  |                             |  |   |   |  |
|  | Suzanne Lenglen Max Decugis |  | 6 | 6 |  |
|  | Suzanne Lenglen Max Decugis |  | 6 | 6 |  |
|  | Mlle Amblard Maurice Germot |  | 4 | 1 |  |